# Agua Agria
Agua Agria är en ort i Mexiko.   Den ligger i kommunen Nocupétaro och delstaten Michoacán de Ocampo, i den södra delen av landet, 220 km väster om huvudstaden Mexico City. Agua Agria ligger 1 081 meter över havet och antalet invånare är 135.
Terrängen runt Agua Agria är huvudsakligen lite bergig. Agua Agria ligger nere i en dal. Runt Agua Agria är det glesbefolkat, med 14 invånare per kvadratkilometer. Närmaste större samhälle är Nocupétaro, 17,6 km söder om Agua Agria. I omgivningarna runt Agua Agria växer huvudsakligen savannskog.